# لورا وویتالینن
لورا وویتالینن (به انگلیسی: Laura Voutilainen) (زاده ۱۷ می ۱۹۷۵) خواننده فنلاندی است.
او در مسابقه آواز یوروویژن ۲۰۰۲ نماینده فنلاند بود.